# Archéol
L'archéol est un éther double du glycérol dont les positions 2 et 3 sont occupées par des résidus phytanyle, un diterpène saturé. L'archéol est un étherlipide homologue des diglycérides chez les archées thermophiles.